# Maison Ilić à Nepričava
La maison Ilić à Nepričava (en serbe cyrillique : Кућа Илића у Непричави ; en serbe latin : Kuća Ilića u Nepričavi) se trouve à Nepričava, dans la municipalité de Lajkovac et dans le district de Kolubara en Serbie. Elle est inscrite sur la liste des monuments culturels protégés de la République de Serbie (identifiant no SK 1608),,,.

## Présentation
La maison, construite au début du XIXe siècle, est l'une des maisons rurales les plus anciennes conservées dans la région de la Kolubara de Valjevo ; elle témoigne de la culture dans cette partie de la Serbie.